# 徳田大兵衛
徳田 大兵衛（とくだ おおひょうえ、1584年（天正12年） - 1634年2月13日（寛永11年1月16日））は、江戸時代初期における薩摩藩日当山（ひなたやま）郷の地頭。徳田 太兵衛（とくだ たへえ）とも呼ばれる。愛称は侏儒どん（しゅじゅどん）。石高は6石、のち3石。

## 経歴
薩摩藩の御鷹師を勤めた後、日当山郷 の地頭となった。島津忠恒（家久）、島津光久に仕えた。
慶長18年の「人衆賦帳」の陸小姓に「一人、『高六石』　徳田太兵衛尉」とある。また元和6年（1620年）の「薩隅日三州一所衆並びに鹿府衆中高極帳」に『徳田大兵衛 3石』とある。
寛永11年（1634年）、祝いの餅をのどに詰まらせて死去。寛永13年（1636年）に作成された「薩州鹿児島衆中屋敷御検地帳」に徳田大兵衛及び与左衛門の屋敷が『新堀の上』にあり、等級及び広さは『中屋敷4畝』とある。なお、同地区には中西秀長が住んでいた。

## 人物
身長が約3尺（約90cm）と小柄であったが、非常に賢く機知に富んだ男であったと言われ、地元では親しみを込めて侏儒どん（しゅじゅどん）と呼ばれている。「侏儒」とは身体の小さい人という意味であり、「どん」とは鹿児島弁において親しみを込めた敬称である。前述の通り非常に頭が良く、頓智の才があったと言われ、「茶の実」「スイカのゾウワタ」「木の茶釜」などユーモア溢れる逸話が数多く伝えられている。ただし、逸話のほとんどは地元の民衆によって代々語り継がれた口伝であり、文書としての記録は少ない。持ち前の知恵を働かせて主君や仲間を出し抜き、自分だけが利益を得るようなずる賢い逸話もあるが、単なる道化者ではなく、民衆の視点に立って主君に対し臆せず諫言をする逸話も少なくない。この点が、彼が今でも民衆から親しまれる所以である。
茶の実
ある時、殿様が領内で良い茶を栽培しようと思い立ち、領民たちに良い茶の実を探して差し出すよう命令を出した。ところがその時期は茶の実がない季節であり、無茶な命令を受けた領民たちは困ってしまった。そこで侏儒どんは近所の婆さんを連れて城に参じ、「日当山で一番の茶の実でございます」と言った。殿様が「どこにそんな物があるのか」と尋ねたところ、侏儒どんは「この婆さんが日当山で一番の茶飲みでございます」と言い返し、一本取られた殿様は無茶な命令を取り下げたという。
スイカのゾウワタ
ある時、仲間の侍たちがスイカを手に入れた。ところが、仲間たちはそれまでスイカを見たことがなく、どのように食べる物かを知らなかった（当時、スイカはまだ外国から入って来て間もない珍しい作物であった）。そこで朱儒どんは、「スイカは外側の皮を食べる物で、中のゾウワタ（内臓）はまずい物だから、わしが処分しておこう」と言い、スイカの中身を全部くり抜いて持って行ってしまった。仲間たちは侏儒どんにだまされたとも知らず、残されたスイカの皮をまずそうに食べたという。
木の茶釜
侏儒どんは前述の通り機知に富んだ男で、城の中でも人気者だったが、お尻やおならなどの下品な話をたびたび口にするのが困り者であった。ある日、殿様は侏儒どんに向かって「これからは“尻”という言葉を一切使ってはいかん。もしも使ったら、城への出入りを禁止する」と言い渡した。これを聞いた侏儒どんが「分かりました。しかし、殿がお使いになられたら、いかがなさいますか」と聞き返すと、殿様は「わしが使ったら百両出そう」と答え、二人はお互いに賭けをすることになった。それからしばらく経ったある日のこと、侏儒どんがいつもよりだいぶ遅れて城にやって来た。殿様が「遅かったではないか。今まで何をしていたのか」と尋ねると、侏儒どんは「今朝、私が城へ向かう途中、友人に呼び止められて“茶を飲んで行け”と言われたので、友人の家で待っていましたが、いくら待っても茶が出てこないので、不思議に思って奥の部屋をのぞくと、木の茶釜で湯を沸かしておりました」と答えた。それを聞いた殿様が呆れて、「木の茶釜なんか使えるものか。釜の尻（底の部分）が焦げてしまうわい」と言うと、侏儒どんはすかさず「殿は今、“尻”という言葉をお使いになられましたな！」と叫び、殿様はまんまと百両の大金を取られてしまったという。
「名には似ず桜島にはつつじ咲き烏島には鶯の鳴く」
ある時、侏儒どんが殿様から「桜島と呼ばれているのに桜がないのはどうしたものか」と聞かれたところ、侏儒どんはこの歌を返したという逸話が伝えられている。ちなみに、烏島はかつて桜島のすぐ近くにあった、桜島郷横山村（現在の鹿児島市桜島横山町）に所属した小さな島であるが、大正時代の桜島の大正大噴火によって流出した溶岩に埋没し、現在は見ることができない。